# Fazul Abdullah Mohammed
Fazul Abdullah Mohammed (1974 - 8 de junho de 2011) foi um membro da al-Qaeda mais procurado da África até a data da sua morte. Atuava na Somália e sua fuga perdurou mais de 10 anos. Seu envolvimento em ataques mais relevantes foram contra embaixadas dos Estados Unidos em Nairóbi, no Quênia, e em Dar es Salaam, na Tanzânia, em 1998, com o saldo de mais de duas centenas de mortos. Possuía grande habilidade com computação e línguas.